# Aleksander Śliwa
Aleksander Śliwa (ur. 1949 w Słupsku) – polski basista i kontrabasista.

## Życiorys
Brat gdańskich muzyków: perkusisty Andrzeja Śliwy oraz flecisty i saksofonisty Antoniego Śliwy. Studiował w Państwowej Wyższej Szkole Muzycznej w Gdańsku. Był członkiem zespołów: Baszta, Kwartet Barbary Kowalskiej, Sekwens, Rama 111, Teatr Instrumentalny Ryszarda „Gwalberta” Miśka, ZuZu, Radunia River Jazz Band i Trójmiejska Kapela Swingowa. 